# Medetera negrobovi
Medetera negrobovi är en tvåvingeart som beskrevs av Gosseries 1989. Medetera negrobovi ingår i släktet Medetera och familjen styltflugor. Inga underarter finns listade i Catalogue of Life.